# 島田紳助のおっと危ない!東京ばくだん小僧
島田紳助のおっと危ない!東京ばくだん小僧（しまだしんすけのおっとあぶないとうきょうばくだんこぞう）は、ニッポン放送の制作により、同局の月曜日から金曜日の20:30から22:00（JST）の時間帯で放送されていたラジオ番組。
放送期間は1985年10月から1986年4月までの、ナイター中継の無いナイターオフ期の約6カ月間。

## パーソナリティ
- メイン：島田紳助
- アシスタント：井上明子（オールナイターズOG）

## 主なコーナー
- 先手必聴!ヤンパラ塾

このすぐ後の番組『ヤングパラダイス』のその日の情報やマル秘企画を先取りしていたり、「ドカンクイズ」の必勝法や、はがきを採用され易くするための対策を伝授していたコーナー。
- 出てこいスターキッズ・校門を狙え

東京都内のあるクッキー店が、宣伝と実益を兼ねて焼きたてのクッキーを自転車で配達するシステムを導入、彼ら配達員のライダーたちは「スターキッズ」と呼ばれて当時銀座名物のひとつと言われていた。これに目を付けて本番組がスカウトし、このクッキー店をスポンサーにしてコーナー化。この店の12人のライダーのうち、「みやちゃん」「へいちゃん」「みきちゃん」（当時跡見学園女子大学の学生）が初代のライダー兼レポーターとなり、毎日午後3時頃に前日の放送で告知した、はがきで応募した中から選ばれた中学校・高校の正門前に現れ、学用品や私物とクッキーを交換、リクエスト曲の受け付けも行った。この模様は録音され、3人は録音テープ、交換した品物ともに携えて放送中の21:00にスタジオ入りして報告。なお移動は全て自転車によって行われた。
- アタック北斗の拳

タイトル通り『北斗の拳』と連動していたコーナーで、週刊少年ジャンプの読者投稿コーナー「ジャンプ放送局」で構成を務めていたさくまあきら、イラスト担当の土居孝幸、レイアウト担当の榎本一夫が出演。ケンシロウが攻撃の時に発する『あたたたたた･･･』というセリフをどれだけ息継ぎせず長く言い続けられるかを競う『あたた耐久レース』などのコーナーがあった。同コーナーには漫画家の鳥山明が電話出演し、何週も1位を保持していた。「アタック北斗の拳スペシャル2週間」には、ケンシロウの声を担当していた声優の神谷明、漫画家の桂正和をスタジオに迎え、鳥山と桂が対決するという企画が設けられた（桂が2秒差で勝利。鳥山は悔しがり「リベンジする」と意気込みを述べた）。　
- 気まぐれファンタスティック
- 焼きたてアイドル クッキークラブ
- 紳ちゃんクイズ
- 俺が、木村一八だ（内包番組）
- 野村宏伸のブルースしたって始まらない（内包番組）

## エピソード
- 月〜金の帯番組であったが紳助のスケジュールの都合で、完全生放送ではなく一部の曜日は録音であった。
- 紳助にとって帯での番組出演は苦痛のようで、番組内外に関わらず「辞めたい」を連呼していた。
- 聴取率調査期間中は、事前収録ではあったが目玉ゲストとして明石家さんまが毎日登場していた。
- 高校生時代の松村邦洋が素人物まね名人として出演、紳助からその技術を絶賛されていた。

## テーマソング
- オープニング「Knock Me Tonight」（番組専用にアレンジしている）
- エンディング「ラスト・シーン」

ともにHOUND DOG。アルバム「SPIRITS!」に収録。